# Jsou z nás
Jsou z nás (v originále The Sum of Us) je australský hraný film z roku 1994, který režírovali Geoff Burton a Kevin Dowling na základě stejnojmenné divadelní hry. Film popisuje osudy otce a jeho syna, kteří se každý snaží najít někoho blízkého.

## Děj
Vdovec Harry Mitchell pracuje jako kapitán na turistické lodi v Sydney a žije se svým 24letým synem Jeffem. Jeff pracuje jako instalatér, hraje v amatérském ragbyovém týmu a je gay. Harry se cítí už dlouho osamělý a pokusí se najít si partnerku přes seznamovací agenturu. Jeff se zase nedávno seznámil se zahradníkem Gregem. Harry přes agenturu poznává Joyce Johnsonovou, která po rozvodu žije se svou dcerou. Harry a Joyce si skvěle rozumějí, takže ji po čase Harry požádá o roku. Joyce si chce ponechat tři měsíce na rozmyšlenou. Harry Jeffa nabádá, aby si také našel nějakého přítele. Když tedy jednoho večera Jeff přivede Grega, Harry si ho velmi oblíbí. Greg je z jejich domácnosti velmi zmatený, protože sám bydlí u rodičů a jeho otec ho jen neustále ponižuje, natož aby věděl, že Greg je gay. Na vztah s Jeffem se necítí a tak se rozejdou. Harry pozve na oslavu nového roku Joyce do svého domu. Zde Joyce, která je velmi konzervativní, zjistí, že Harryho syn je gay a Harryho obviní ze lži a neupřímnosti. Harry dostane po jejím odchodu srdeční infarkt, po kterém ochrne a nemůže ani mluvit. Jeff se nyní stará o otce sám. Grega mezitím otec vyhodí z domu poté, co jej zahlédne v televizi v reportáži z Gay Pride. Greg se Jeffem a jeho otcem náhodou potkávají v supermarketu, kde se Greg dozví, co se stalo Harrymu; a posléze znovu v parku, kde Greg pracuje. Greg slíbí, že se u Jeffa určitě zastaví na návštěvu.

## Obsazení
| Russell Crowe      | Jeff Mitchell  |
| Jack Thompson      | Harry Mitchell |
| John Polson        | Greg           |
| Deborah Kennedy    | Joyce Johnson  |
| Rebekah Elmaloglou | Jenny Johnson  |
| Sally Cahill       | Gregova matka  |
| Bob Baines         | Gregův otec    |

## Ocenění
- Filmový festival v Sydney: nejoblíbenější film
- Mezinárodní filmový festival v Montréalu: nejlepší scénář
- Australian Film Institute: nejlepší adaptovaný scénář
- Mezinárodní filmový festival v Clevelandu: nejlepší film